# سهل الحوز
سهل الحوز هو سهل رسوبي يقع في جنوب وسط المغرب، بين جبال الأطلس الكبير في الجنوب وجبال جبيل الصغيرة في الشمال. عاصمة المنطقة هي مراكش ونهرها الرئيسي هو تانسيفت.

## تاريخ
في نهاية القرن التاسع عشر، تحت حكم الحسن الأول، خطط لمشاريع تحديث زراعية وهيدروليكية في الحوز لكنها لم تُنفذ. وفي ظل الحماية الفرنسية، بُذلت الجهود الأولى "للتحديث" (التي في الواقع أضافت بنى تحتية حديثة على هياكل اجتماعية ظلت تقليدية). استلهمت هذه المشاريع من كاليفورنيا. دفعت السلطات الاستعمارية المستوطنين والمزارعين المغاربة إلى التوجه نحو إنتاج الحمضيات والزراعة البستانية. كان محيط واد نفيس، في الطرف الغربي من الحوز، أول من شملته عمليات التحديث مع افتتاح سد لالة تكركوست (الذي كان يسمى آنذاك سد كافانياك) في عام 1935.
ابتداءً من عام 1961، كان الحوز موضوع مشروع تطوير زراعي واسع النطاق تحت رعاية المكتب الوطني للاستثمار الزراعي بالحوز (ORMVAH) ومديره بول باسكون. في عام 1970، أعطى الملك الحسن الثاني إشارة البدء لسياسة السدود، التي أعلن عنها قبل عامين في الخطة الخمسية لعام 1968. في الحوز، قرر برمجة ثلاثة قطاعات: محيط الحوز المركزي (70,000 هكتار) الذي يتوافق مع حوض تانسيفت، محيط وادي تساوت العلوي (52,000 هكتار منها 30,000 هكتار حديثة) في منطقة سفح الجبل، ومحيط تساوت السفلي (44,000 هكتار) في السهل. في عام 1970، بُني سد مولاي يوسف في تساوت، الذي يروي محيط تساوت السفلي وينتج 60 ميغاوات ساعة/سنة لمراكش. في عام 1987، بني مجمع سد الحسن الأول - سيدي إدريس على الوادي الأخضر. في نفس العام، وافتتحت قناة تربط سد سيدي إدريس الذي افتتح حديثًا ببحيرة للا تكركوست، بطول 118 كيلومترًا، حيث توفر 260 مليون متر مكعب من المياه سنويًا لمحيط الحوز المركزي.
وفي الحوز كما في أماكن أخرى بالمغرب، استمرت سياسة بناء السدود الكهرومائية في العقد الأول من القرن الحادي والعشرين، وفي 2008 بني سد ثان على نهر النفيس بالقرب من ويركان.

## جغرافية

### مناخ
تتميز منطقة الحوز بضعف معدل الهطول المطري، حيث يقل عن 300 ملم/سنة في جميع أنحاء الحوز المركزي، وكذلك بانخفاض نسبة الرطوبة الجوية وقلة الغيوم. المناخ حار وقاري، يتميز بفوارق كبيرة في درجات الحرارة. يُعد النظام الهيدرولوجي لنهر تانسيفت، وتساوت، ووادي الأخضر، الذي يعتمد على الأمطار والثلوج، هو الوسيلة الوحيدة لري السهل وإعادة تغذية المياه الجوفية.

### التضاريس
يترواح ارتفاع سهل الحوز بين 1000 متر، كما هو الحال في أمزميز أو دمنات (تجمعان سكانيان يقعان على سفوح جبال الأطلس الكبير)، و300 متر، عند مجرى نهر تانسيفت.